# Aksenij
Aksenij (ukr. Аксений) – były chutor w rejonie korosteszowskim okręgu wołyńskim. Podlegał pod Radę wiejską w Carówce.

## Historia
Do 1923 r. wchodził w skład wołosci korosteszowskiej w powiecie radomyskim guberni kijowskiej. Od 16 stycznia 1923 r. – w składzie nowo utworzonej wołosci stawyszczeńskiej. W 1923 r. chutor został podporządkowany do nowo utworzonej Rady wiejskiej w Carówce, która 7 marca 1923 r. została włączona do nowo utworzonego rejonu stawyszczeńskiego w okręgu malinskim. Według innych danych został włączony w skład rady wiejskiej w Carówce we wrześniu 1924 r. 13 marca 1925 roku w wyniku rozwiązania rejonu stawyszczeńskiego został on przeniesiony do rejonu korostyskiego w okręgu żytomierskim (później — wołyński).
Na dzień 1 października 1941 r. nie zarejestrowany na liście osiedli.